# Kevin Akpoguma
Kevin John Ufuoma Akpoguma (Neustadt an der Weinstrasse, 19 de abril de 1995) é um futebolista alemão e nigeriano que atua como zagueiro. Atualmente defende o Hoffenheim.

## Seleção alemã e nigeriana
Akpoguma foi convocado pela seleção alemã para a disputa do mundial sub-20 de 2015 que foi realizado na Nova Zelândia. Como sénior optou por representar a Nigéria.

## Títulos
Alemanha
- Campeonato Europeu Sub-19: 2014

### Prêmios individuais
- Equipe do torneio do Campeonato Europeu Sub-19 de 2014[4]